# Roi Mata
Roy Mata (“rey Mata”) fue un poderoso jefe vanuatuense del siglo XIII. Su elaborada tumba, conteniendo los cuerpos de 25 miembros de su séquito, fue descubierta por el arqueólogo francés José Garanger en 1967 siendo inscrita en la lista del Patrimonio de la Humanidad en 2008.
Garranger fue capaz de localizar la tumba en la isla Retoka analizando el folklore local. Según la leyenda, cuando Roy Mata conquistara la tierra, su primer objetivo era unir a las tribus. Su reinado es conocido por haber sido muy pacífico. Lamentablemente, Roy Mata fue envenenado por su hermano, pero su cuerpo no fue enterrado en su patria, porque los vecinos temían su espíritu. Hasta la fecha, el nombre de Roy Mata nunca se utiliza.
En 2008, tres lugares asociados a Roy Mata, en las islas de Efate, Lelepa y Artok, fueron inscritas en el Patrimonio de la Humanidad, incluyendo su residencia, el lugar de su muerte y el lugar de enterramiento masivo donde fueron encontrados 25 cuerpos de su séquito.